# Angelica Domröse
Angelica Domröse (Berlin, 1941. április 4.) német színésznő.

## Életpályája
Szülővárosában tanult, az Német Demokratikus Köztársaságban élt. Karrierje elején gépírónő, majd titkárnő volt Berlinben. 1959-ben felvették a babelsbergi filmfőiskolára. 1961-ben diplomázott. 1961-ben a nagyhírű Berliner Ensemble szerződtette. 1980-ban elhagyta az NDK-t és Nyugat-Németországba költözött.

### Munkássága
Slatan Dudow filmrendező fedezte fel mint ifjúsági színjátszót, s adott számára szerepet A szerelem zűrzavara (1959) című filmjében. Vonzó külsejű, drámai színekben gazdag tehetség. Eddigi (1970) két legjelentősebb szerepe a Ha velem tartanál… (1961) szerelmes Lianéja és az igazságtalan világban önkényesen igazságot szolgáltató Ruth Bodenheim az Egy gyilkosság krónikája (1965) című filmben.

## Magánélete
1966–1975 között Jiří Vrstala (1920–1999) csehszlovák színész és író volt a párja. 1976 óta Hilmar Thate (1931-) német színész a férje.

## Filmjei
- A szerelem zűrzavara (Verwirrung der Liebe) (1959)
- Papa új barátnői (Papas neue Freundin) (1960)
- A szerelem és a másodpilóta (1961)
- Az elhagyott férj (1961)
- Francia kandalló mellett (1962)
- Ők a 12/b-ből (Die aus der 12b) (1962)
- Júlia él (Julia lebt) (1963)
- Vasárnapi úrvezető (Sonntagsfahrer) (1963)
- Werner Holt kalandjai I.-II. (1965)
- Egy gyilkosság krónikája (Chronik eines Mordes) (1965)
- Árnyak a Notre Dame felett I.-IV. (Schatten über Notre Dame) (1966)
- Emilia Galotti (1967)
- Egy lord az Alexander Platzról (Ein Lord am Alexanderplatz) (1967)
- Krupp és Krause (Krupp und Krause) (1969)
- Effi Briest (1970)
- Az 'Öreg' (1988-1990)
- A skorpióasszony (1989)
- A végső döntés (1994)
- A rendőrség száma 110 (1994-1998)

## Fordítás
- Ez a szócikk részben vagy egészben  az   Angelica Domröse című angol Wikipédia-szócikk ezen változatának fordításán alapul.  Az eredeti cikk szerkesztőit annak laptörténete sorolja fel. Ez a jelzés csupán a megfogalmazás eredetét és a szerzői jogokat jelzi, nem szolgál a cikkben szereplő információk forrásmegjelöléseként.
- Ez a szócikk részben vagy egészben  az   Angelica Domröse című német Wikipédia-szócikk ezen változatának fordításán alapul.  Az eredeti cikk szerkesztőit annak laptörténete sorolja fel. Ez a jelzés csupán a megfogalmazás eredetét és a szerzői jogokat jelzi, nem szolgál a cikkben szereplő információk forrásmegjelöléseként.